# Balnica (stacja kolejowa)
Balnica – wąskotorowa stacja kolejowa Bieszczadzkiej kolejki leśnej w Balnicy, w województwie podkarpackim, w Polsce.
W sezonie turystycznym na stację Balnica docierają pociągi Bieszczadzkiej kolejki leśnej. Jest to stacja końcowa, na której składy zawracają.